# Diospyros ferrea
Diospyros vera là một loài thực vật có hoa trong họ Thị. Loài này được (Lour.) A.Chev. mô tả khoa học đầu tiên năm 1919.